# (6959) Mikkelkocha
(6959) Mikkelkocha est un astéroïde de la ceinture principale.

## Description
(6959) Mikkelkocha est un astéroïde de la ceinture principale. Il fut découvert le 3 novembre 1988 à Brorfelde par Poul Jensen. Il présente une orbite caractérisée par un demi-grand axe de 2,90 UA, une excentricité de 0,11 et une inclinaison de 13,5° par rapport à l'écliptique.

## Compléments